# Röck (Automobilhersteller)

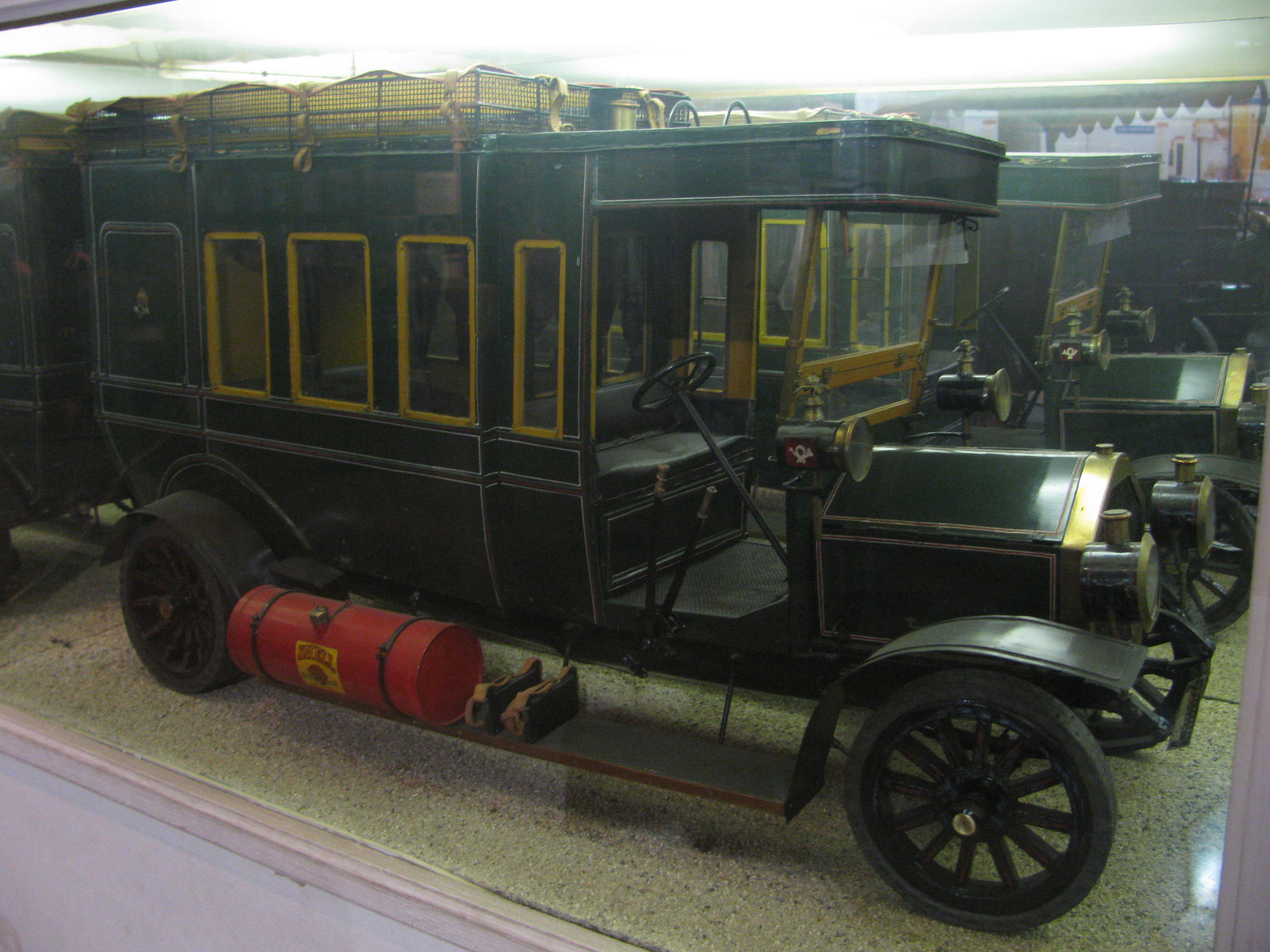
Röck-Csonka

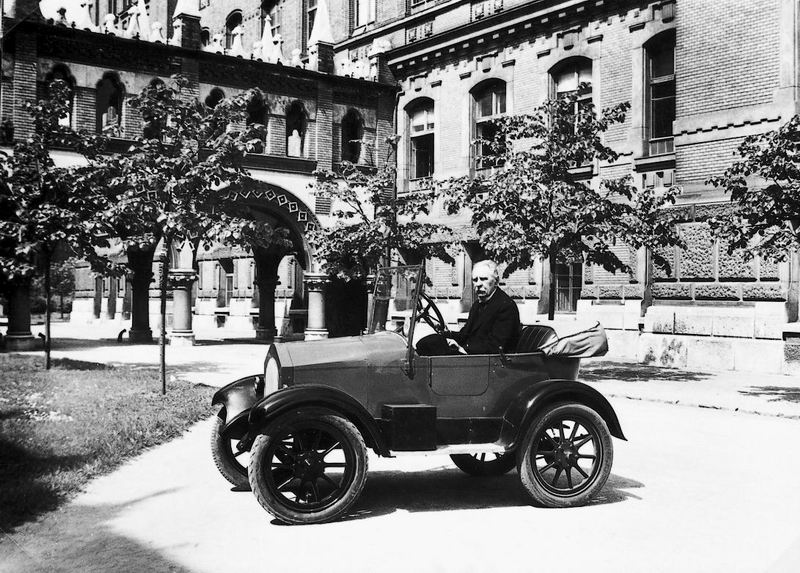
János Csonka in einem Röck Fahrzeug

Röck war ein Hersteller von Automobilen aus Österreich-Ungarn.

## Unternehmensgeschichte
Die Dampfmaschinen- und Kesselfabrik von Stephan Röck begann 1905 in Budapest mit der Produktion von Automobilen. 1918 endete die Produktion.

## Fahrzeuge
Zunächst entstanden nach einem Entwurf von János Csonka Lieferfahrzeuge für die Post. Später entstanden größere Fahrzeuge nach eigenen Entwürfen. Ab 1911 wurden nach Lloyd-Lizenz zwei verschiedene Modelle hergestellt, die überwiegend als Taxi eingesetzt wurden.